# Harry Dexter White
Harry Dexter White (Boston, 9 ottobre 1892 – Fitzwilliam, 16 agosto 1948) è stato un economista statunitense, membro anziano del Dipartimento del tesoro degli Stati Uniti d'America.
Fu il rappresentante statunitense ufficiale alla conferenza di Bretton Woods nel 1944: nella circostanza, impose la sua visione degli istituti finanziari sopra le obiezioni di John Maynard Keynes, rappresentante del Regno Unito. Dopo la seconda guerra mondiale, White è stato uno dei maggiori "architetti" del Fondo monetario internazionale e della Banca Mondiale.
Nel 1948 l'ex spia filo-sovietica Whittaker Chambers lo accusò di aver fatto parte dell'apparato segreto comunista fin dal 1938: il 13 agosto di quell'anno White si presentò davanti alla commissione per le attività antistatunitensi negando ogni addebito, ma appena finita la sua deposizione ebbe un infarto che lo condusse tre giorni dopo alla morte, dovuta probabilmente a un avvelenamento di digitalis. Nel 1953, in pieno maccartismo, venne ancora additato come un agente segreto del KGB dal senatore William Jenner e dallo stesso Joseph McCarthy.